# Jucifer
Jucifer ist ein 1993 gegründetes Sludge-Duo aus Georgia, das für die hohe Lautstärke ihrer Konzerte und eine über Jahre dauernde Tourtätigkeit bekannt ist.

## Geschichte
Edgar Livengood und Amber Valentine gründeten 1993 in Athens ein gemeinsames Sludge-Duo. Die Band trat erst unter verschiedenen Namen in Erscheinung und legte sich 1994 auf den endgültigen Bandnamen Jucifer fest. Livengood und Valentine lernten sich während eines Konzertes kennen und verabredeten, auf Basis einer Übereinstimmung kreativer Vorstellungen, gemeinsame Proben. Nach kurzer Zeit gemeinsamen Musizierens entwickelte sich aus der musikalischen Verbindung eine dauerhafte Paarbeziehung. Im späteren Verlauf der Bandkarriere heiratete das Duo.
1994 veröffentlichte Jucifer mit Nadir das erste Demoband, das an mögliche Promoter versandt wurde, um Auftrittsmöglichkeiten zu akquirieren. Im darauf folgenden Jahr erschien die erste Single Superman / Licorice als erste Veröffentlichung des Independent Labels Crack Rock Records. Dasselbe, von einem befreundeten Musiker betriebene, Label veröffentlichte 1998 das Debütalbum Calling All Cars on the Vegas Strip welches durch College-Radio-Stationen protegiert wurde. Dieser erste Achtungserfolg bedingte die Aufmerksamkeit des vornehmlich auf Southern Rock spezialisierten Labels Capricorn Records, welches die Verlagsrechte an dem Album kaufte, die Aufnahmen überarbeitete und 2000 unter dem gleichen Titel erneut veröffentlichte. Damit wurden Jucifer einem breiteren Publikum präsentiert. Kurz darauf stellte Capricorn seine Tätigkeit ein und Jucifer wechselten zu Velocette Records, wo das Duo 2001 die EP Lambs, 2002 das Album I Name You Destroyer und 2004 die EP War Bird veröffentlichte.
2004 erschien eine erste Live-DVD A Partridge in a Pear Tree. Es folgte ein Wechsel zum populären Extreme-Metal-Label Relapse Records, wo die Alben If Thine Enemy Hunger (2006), L’Autrichienne (2008) und Throned in Blood (2010) erschienen. Mit Throned in Blood, welches bereits in Kooperation mit Alternative Tentacles und dem bandeigenen Label Nomadic Fortress Records veröffentlicht wurde, beendeten Jucifer die Kooperation mit Relapse Records und beschränkte sich fortan auf kooperative Veröffentlichungen, die zum Teil auf die Vertriebsstruktur von Alternative Tentacles zurückgriffen.

## Tour

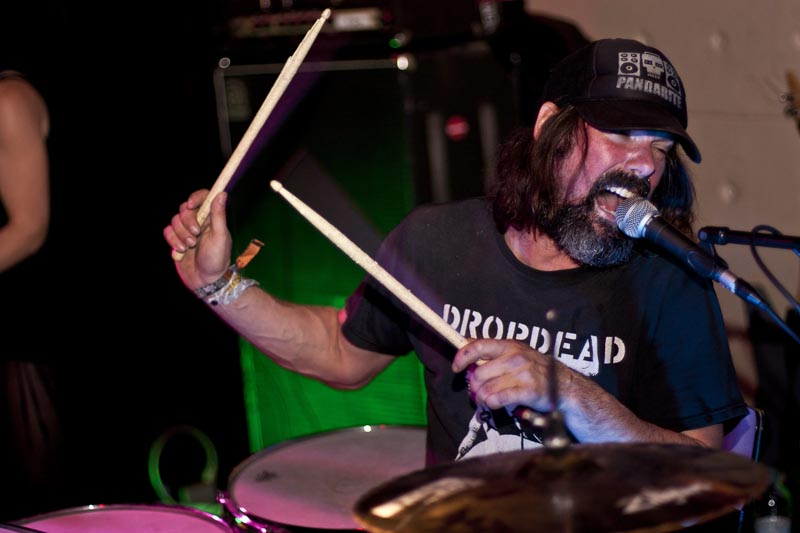
Livengood 2012 Live in Gijón

Nachdem das Paar in den ersten Jahren an dem Versuch scheiterte, den Anforderungen von Musik und Beruf zeitgleich gerecht zu werden, entschieden Livengood und Valentine, sich vollständig und ausschließlich der Band zu widmen. Beide kündigten ihre Arbeits- und Mietverträge und kauften ein Wohnmobil, um fortan dauerhaft auf Tour sein zu können. Die Tourneetätigkeit des Duos hält, mit kurzen Unterbrechungen, seit 2001 an.
Eigenen Angaben zufolge, befindet sich das Duo zu etwa zwei Dritteln ihrer Karriere auf Reisen. Das Wohnmobil bleibt auch außerhalb der Tourtätigkeit der Wohnsitz des Paars und dient gelegentlich als Tonstudio. Ebenso betreibt das Paar sein 2010 gegründetes Label Nomadic Fortress Records sowie ihren Merchandisingverkauf aus ihrem Wohnmobil. Für Tourneen in Europa, Russland und Asien greift das Duo auf Mietwagen in Form von Kleintransportern oder Wohnmobilen sowie auf Züge zurück.
Durch die andauernde Tournee bereist das Duo oft mehr als 20 Länder pro Jahr. Im Zuge dieser anhaltenden internationalen Reise wird Jucifer als „nomadisches Projekt ohne Heimat und Nation“ bezeichnet.

## Stil

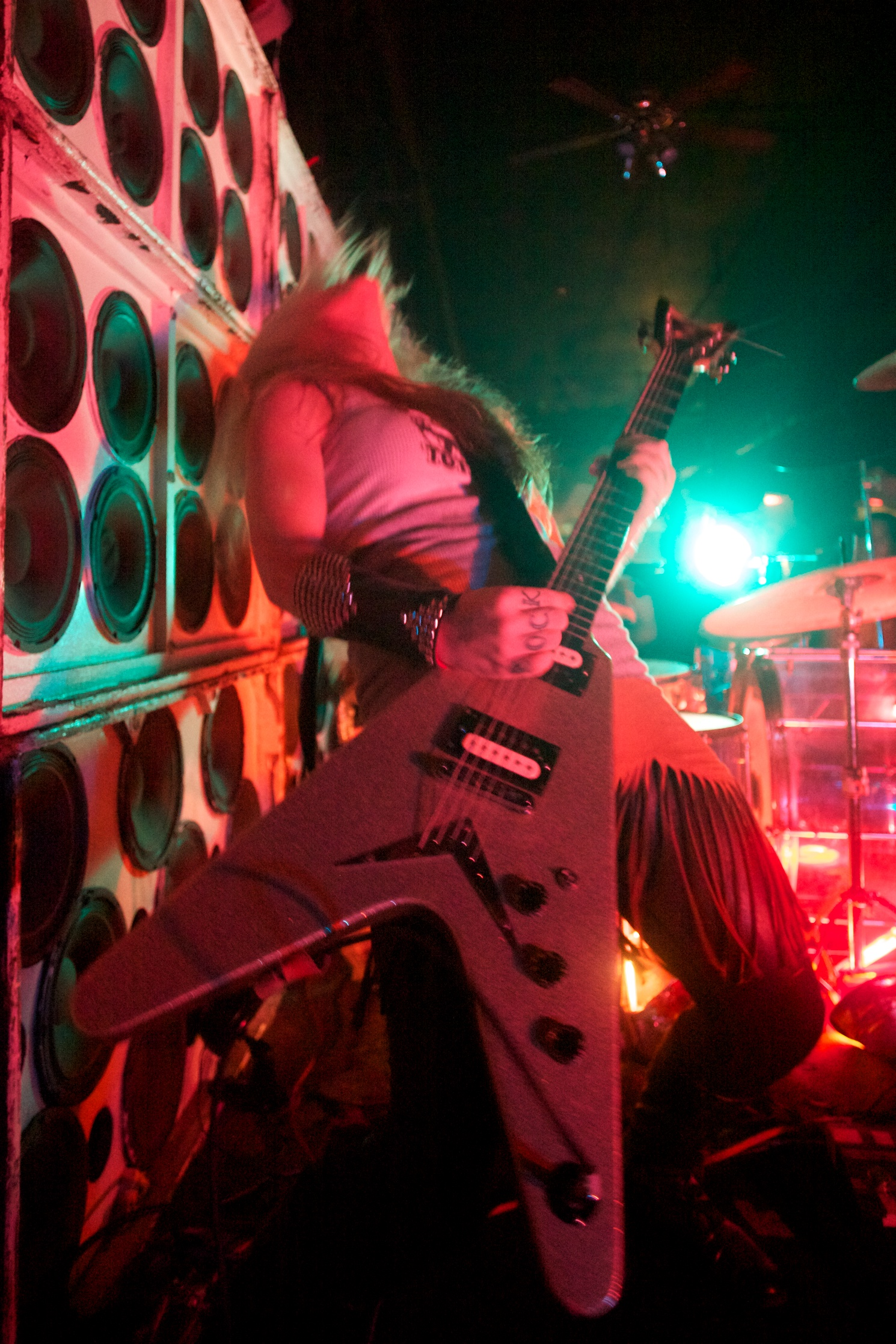
Valentine 2010 vor der Lautsprecherwand der Band in Vancouver

Der Stil von Jucifer gilt als uneinheitlich und wird als Sludge, Noise-Rock, Alternative Rock und Alternative Metal bezeichnet. Als weitere Bezugspunkte werden Trip-Hop, Indie-Rock, Grunge und Punk genannt. Unter anderem werden Minor Threat, Pantera, Nirvana, My Bloody Valentine und The Melvins als Vergleichsgrößen herangezogen. Besonders schnellere Stücke würden mittels „einer ruppige[n], aber dennoch […] eingängige Stimmung“ an die Grunge-Szene der frühen 1990er erinnern.
Der Klang von Jucifer zeichne sich, so Rezensenten, durch musikalische Vielseitigkeit aus und bewege sich zwar „stilistisch zwischen allen möglichen Stühlen[… sie] schaffen […] es [jedoch], ihre nicht zu kategorisierende Musik völlig homogen klingen zu lassen[.]“ Live verzichtet das Duo auf synthetische Elemente wie vorgefertigte Tonspuren und präsentiert ihre Musik ohne Samples oder Loops. Durch eine 3 Meter hohe und 4,5 Meter breite Lautsprecherwand, und die Verwendung einer auf Stadien ausgelegten PA-Anlage in Konzertsälen und Clubs, wird dem Duo eine enorme Lautstärke bescheinigt.
Als zentrales Element der Musik wird meist Valentines Gesang benannt, „der von samtig, verführerisch, keifend bis psychopathisch ein breites Spektrum abdeckt, wobei die aggressiveren Stimmlagen eher selten zum Zug kommen.“ Ihr Gesang gilt als Roter Faden der Musik, dem ein hoher „Sex-Faktor“ zugesprochen wird. Der Gesang variiere indes zwischen emotionalen Extremen und sei „manchmal traumhaft und manchmal angsteinflössend[.]“ Valentines häufig herausgestellter Gesang wird mit dem von Jarboe und PJ Harvey verglichen.

„Sängerin Amber Valentine verleiht JUCIFER das Charisma, denn die Frau ist wandlungsfähig wie glaubwürdig. Sie haucht, flüstert, schreit, fleht, quält, hasst, liebt. Und ist eine großartige Schauspielerin, der man alles abnimmt. Sie hat Stil und liefert ungewöhnliche Gesangslinien ab, ganz in der Tradition von JARBOE und auch PJ HARVEY. Wobei sie letzterer den Rang abläuft.“

Die meisten aufgenommenen Stücke verzichten, entsprechend dem Bandkonzept eines direkten und nicht manipulierten Klangs, auf den Einsatz eines Basses, der Live nicht gespielt werden könnte. Das Schlagzeug wird besonders hart gespielt und erinnere häufig an Dale Crover von den Melvins. Dabei wird das Schlagzeug als simpel und drückend beschrieben, aber ebenso als wuchtig und explosiv. Das Gitarrenspiel wird überwiegend als doomig, sowie als langsam und monolithisch bezeichnet.

## Diskografie
- 1994: Nadir (Demo-EP, Selbstverlag)
- 1995: Superman / Licorice (Single, Crack Rock Records)
- 1998: Calling All Cars on the Vegas Strip (Album, Crack Rock Records)
- 2001: Lambs (EP, Velocette Records)
- 2002: I Name You Destroyer (Album, Velocette Records)
- 2004: War Bird (EP, Velocette Records)
- 2004: A Partridge in a Pear Tree DVD (Live-DVD, AmberVillain Films)
- 2006: If Thine Enemy Hunger (Album, Relapse Records)
- 2008: L’Autrichienne (Album, Relapse Records / Alternative Tentacles)
- 2008: Veterans of Volume: Live with Eight Cameras (Live-DVD, Bare Ruined Films)
- 2009: Autocannibalist (Split-EP mit Show of Bedlam, Choking Hazard)
- 2009: Birds of a Feather / Obliterator (Split-EP mit J.A.C.K., Yab Yum Records)
- 2010: Throned in Blood (Album, Nomadic Fortress Records / Relapse Records / Alternative Tentacles)
- 2011: Nadir (EP, Nomadic Fortress Records / Grindcore Karaoke / Mutants of the Monster)
- 2013: За Волгой для нас земли нет (Album, Nomadic Fortress Records / Mutants of the Monster / Alternative Tentacles)
- 2014: District of Dystopia (Album, Nomadic Fortress Records / Alternative Tentacles)
- 2015: Sete Star Sept / Jucifer (Split-EP mit Sete Star Sept, Nomadic Fortress Records / Witch Bukkake Records)
- 2019: Futility (EP, Nomadic Fortress Records)
- 2020: نظم (Album, Nomadic Fortress Records)